# پترا گرانلوند
پترا گرانلوند (به انگلیسی: Petra Granlund) (زادهٔ ۱۵ اکتبر ۱۹۸۷) شناگر اهل سوئد است.